# Chen Qian (Moderne Fünfkämpferin)
Chen Qian (chinesisch 陈倩; * 14. Januar 1987 in Suzhou) ist eine chinesische Pentathletin.

## Karriere
Sie gewann zahlreiche Medaillen bei Weltmeisterschaften. Bei den Weltmeisterschaften 2009 gewann sie sogleich den Titel im Einzel. Mit der Staffel errang sie 2010 Bronze, sowie 2012 Silber. 2012 gewann sie außerdem Bronze mit der Mannschaft und wurde Vizeweltmeisterin im Einzel. Im Jahr darauf 2013 reichte es mit der Mannschaft zu Silber. 2014 war sie in allen drei Disziplinen erfolgreich: erneut gewann sie im Einzel die Vizeweltmeisterschaft, während sie sich sowohl mit der Mannschaft als auch im Staffelwettbewerb den Titel sicherte. Mit der Staffel gelang dann auch 2015 die Titelverteidigung, im Einzel musste sie sich erneut mit Silber zufriedengeben. Ihre bislang letzte Medaille gewann sie 2016 mit Mannschaftssilber.
Chen gewann bei den Asienspielen 2010 in Guangzhou die Goldmedaille mit der Mannschaft. Vier Jahre darauf gelang ihr in der Einzelkonkurrenz ebenfalls der Sieg. Mit der Mannschaft errang sie zudem Bronze.
Sowohl bei den Olympischen Spielen 2008 als auch 2012 schloss sie die Einzelkonkurrenz im Gesamtklassement auf dem fünften Rang ab. 2016 wurde sie bei den Olympischen Spielen in Rio de Janeiro Vierte. Wegen eines positiven Dopingtests auf Hydrochlorothiazid wurde sie jedoch disqualifiziert und Annika Schleu rückte auf Platz vier vor.